# Miasto otwarte

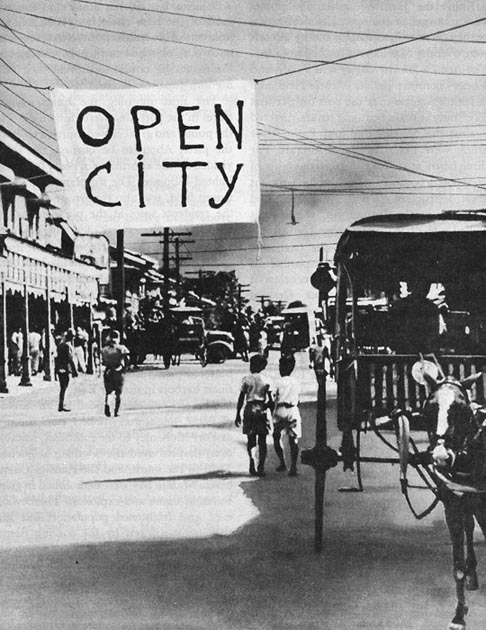
Manila (1942) - Przykładowe miasto otwarte

Miasto otwarte – miasto, które na czas konfliktu zbrojnego zostało ogłoszone przez organy sprawujące nad nim władzę miastem niebronionym. Ogłaszanie miast otwartymi ma na celu zapobieżenie zniszczeniom oraz ofiarom wśród ludności cywilnej.
Za miasta otwarte uważa się także miasta, które zgodnie z prawem międzynarodowym nie mogą być zbombardowane (podczas II wojny światowej regulował tę kwestię artykuł 25. konwencji haskiej IV).
Zgodnie z prawem wojennym strona atakująca powinna zaprzestać atakowania danego miasta otwartego, ale ma prawo zająć dane miasto bez walki. 
Zasada nieatakowania miast otwartych wielokrotnie była łamana, np. w 1941 przez Japonię (bombardowanie Manili) czy w 1943 przez Stany Zjednoczone (bombardowanie Rzymu).
Miastami otwartymi ogłaszane były między innymi:
- Bruksela w 1940 roku [potrzebny przypis]
- Paryż w 1940 roku[1]
- Manila w 1941/1942 i ponownie w 1945 roku[2]
- Rzym w 1943 roku[3]
- Ateny w 1944 roku [potrzebny przypis]

Według niektórych historyków Warszawa w 1939 r. była miastem otwartym, jednak zdania w tej kwestii są podzielone (zobacz opinie historyków).